# Whodunit-GLAY × JAY(ENHYPEN)-/シェア
「whodunit-GLAY × JAY(ENHYPEN)-/シェア」（フーダニット - グレイ・ジェイ(エンハイプン) - ・シェア）は、GLAYの通算62作目のシングル。2024年5月29日にポニーキャニオンから発売。

## 概要
GLAYのデビュー30周年を記念するシングルとしてリリース。
前作同様、両A面シングルであり、公式では「「whodunit」はハードなロックチューン、「シェア」は優しさに包まれたミドルナンバー」とのこと。
CD＋Blu-ray＋グッズの「GLAY EXPO limited edition」、CD+DVD盤、CD Only盤の3タイプで展開。「GLAY EXPO limited edition」には、尾田栄一郎が手がけたロゴをあしらったナップサックや、2024年2月10日に行われた、GLAYがスペシャルゲストとして登場した『QUEEN+ADAM LAMBERT『THE RHAPSODY TOUR』in SAPPORO DOME』の模様を織り交ぜたドキュメンタリー映像を収録したBlu-rayも付属。またCDには同公演より4曲のライブテイクを収録。
4月24日、「whodunit」がENHYPENのJAYとのコラボ楽曲であることを発表。それに伴い、本作のタイトルも『whodunit-GLAY × JAY(ENHYPEN)-/シェア』となった。

## 記録
オリコン週間シングルチャート(6月10日付)では5位を記録。初週で18,259枚を売り上げ、前作より約1000枚UPした。
また、これにより29年連続のシングルTOP10入りとなり、KinKi Kidsと並び歴代1位タイだった「オリコン週間シングルランキングTOP10入り連続年数」記録を歴代単独1位とした。

## 収録内容

### CD
1. whodunit-GLAY × JAY(ENHYPEN)-
TAKUROがJAYにオファーをした。本曲のボーカルレコーディングはTERUとTAKUROが韓国に行き、JAYと共に実施。また、TAKUROの希望で、JAYの歌唱パートはJAY自身が作詞を担当した[10][11][12]。
コラボ相手にJAYを選んだのは、TAKURO曰く「今までGLAYは、EXILE、氷室京介さんといった方々とコラボをして、その都度楽しんできたけれど、50代に入り、キャリア30年のバンドとして「また素晴らしいシンガーを迎えて1曲つくりたいな」と。5、6年はずっと探していたけれど、自分の中で、しっくりくる相手がなかなか見つからなかった」、その上で「いろいろな人に相談をしていた中、「ENHYPENのJAYという素晴らしいアーティストがいるよ」と聞いて。調べていくうちに、彼が本当にロック好きで、ステージでギターをよく弾くことも知り、ダンス・パフォーマンスを主としたK-POPの枠を超えて多彩な魅力を持っている人だな、というのが第一印象でした。彼がもし興味があれば「一緒にできないかな？」と。もちろん彼らは世界的なスーパースターなので、OKをもらえるとは思っていなかったけれども、半年ぐらい考えても「やっぱり彼だな。JAYと出来たらいいな」という想いが消えなくて。オファーと共にメッセージ送ったら快諾していただけたので、元々あった「whodunit」という曲の構想を元に、JAYとのコラボレーション用につくり直したデモを送ったのが始まり」とのこと[15][注 1]。
MVは韓国で撮影され、TAKUROが願った「ヴォーカリストとしてのTERUとJAYのぶつかり合い」や、『ONE PIECE』原作者の尾田栄一郎氏が手がけた30周年キービジュアルにインスピレーションを受けたCGシーンなどが盛り込まれた内容となっている[17][18]。
2. シェア
TAKUROによると、この曲はコロナ禍前のホールツアーの会場で、リハーサルが終わってから村山☆潤と永井利光とで、色々とアレンジを試してみたがコロナ禍で一旦ボツとなったという。それから玉井詩織に楽曲提供した「We Stand Alone」という曲がキッカケで、復活したとのこと[15]。
また、TERU曰く「イメージとしては菊池桃子さんとか80年代アイドルのキュートな感じ。そのイメージを浮かべながら歌った」とのことで、TAKUROも1980年代の歌謡ポップのイメージでこの曲を作ったらしい、とのこと。
歌詞については、TERUは「日常会話で出てくる言葉を使って、難しいことを言わずに「好き / 嫌い」みたいな感情を書きたいんだよねと言われて。自分が気にかけている震災や戦争に対する思いをちりばめつつも、純粋に音楽を楽しむうえでは難しくなりすぎないように、あくまでもポップソングを作ることを意識したみたいです。」と語っていた[19]。TAKUROも「北海道のIT企業である株式会社HBAから創業60周年CMソングとしてオファーをいただき、そこから詞は書き始めていきましたね。テーマとして北海道だったり、共存共栄だったり、という言葉が並んでいたので、「この曲が合うな」と思ったので。おっしゃる通り「whodunit」とは真逆だし、オシャレでクールではあるけれど、俺らの中では今まで以上にブッ飛んでいて。「このカードを切ったか」という曲になった」と語った[15]。
3. SOUL LOVE(QUEEN+ADAM LAMBERT『THE RHAPSODY TOUR』in SAPPORO DOME)
4. HOWEVER(QUEEN+ADAM LAMBERT『THE RHAPSODY TOUR』in SAPPORO DOME)
5. 彼女の“Modern…”(QUEEN+ADAM LAMBERT『THE RHAPSODY TOUR』in SAPPORO DOME)
6. 誘惑(QUEEN+ADAM LAMBERT『THE RHAPSODY TOUR』in SAPPORO DOME)

### Blu-ray/DVD
- Road to「GLAY 30th Anniversary GLAY EXPO 2024-2025」
GLAY EXPOとは何なのか。メンバー撮り下ろしインタビューを交えたドキュメンタリー映像。
QUEEN+ADAM LAMBERT『THE RHAPSODY TOUR』in SAPPORO DOMEや、新曲レコーディングの模様も一部収録。

### グッズ(GLAY EXPO limited editionのみ)
- GLAY EXPOナップサック

## 収録アルバム
Whodunit-GLAY × JAY(ENHYPEN)-
- Back To The Pops
- DRIVE 2010〜2026 -GLAY complete BEST (BUNNY Remix)

シェア
- Back To The Pops